# Ellis Gibbons
Ellis Gibbons (Cambridge, 30 de novembre, 1573 - 14 de maig, 1603) va ser un compositor anglès del Renaixement tardà que es va relacionar amb l'escola anglesa de madrigals.

## Biografia
Nascut en una família de músics, Gibbons va ser el segon fill supervivent de William Gibbons, una wait de la ciutat. El 1598 se sabia que vivia al barri de Cambridge, i més tard al barri del Mercat. Posseïa propietats a Cambridge i Londres i probablement hi va passar molt de temps, presumiblement com a músic d'alguna mena (tot i que això mai s'ha verificat). Als 28 anys es va convertir en un dels dos únics compositors que van aportar dues peces a Els triomfs d'Oriana, una col·lecció de 25 madrigals publicada el 1601. Aquests madrigals eren Long live faire Oriana i Round about her Charret; els comentaristes moderns generalment afavoreixen aquest últim. No sobreviu cap altra composició de Gibbons, i alguns estudiosos han dubtat de la seva autoria d'aquestes obres, atribuint-les als seus germans. Dos mesos després de la mort de la seva mare, la seva carrera es va veure truncada per la seva prematura mort el maig de 1603, deixant enrere els seus germans Edward, Ferdinando i Orlando, que es convertiria en el músic més famós de la família. El fill d'Orlando, Christopher, també va ser un compositor conegut.

## Vida i carrera

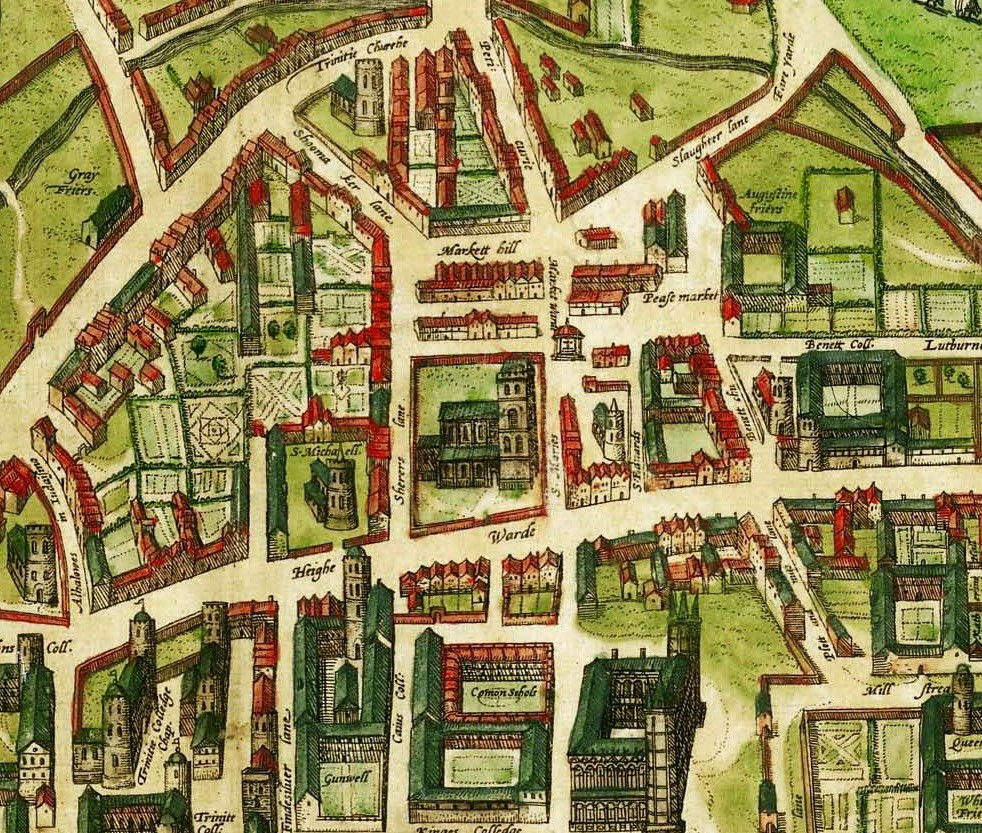
Cambridge del segle XVI (Braun i Hogenberg)

Ellis Gibbons va néixer de William (c. 1540 – 1595) i Mary (m. 1603) Gibbons a Cambridge i es va batejar el 30 de novembre de 1573 a l'església de la Holy Trinity, Cambridge. Aleshores els batejos eren habituals, de manera que la seva data real de naixement era probablement poc abans del 30 de novembre. Va néixer com el segon fill supervivent d'una família de músics, on el seu pare William havia esdevingut recentment cap dels waits de Cambridge, i el seu germà gran Edward també aniria a una carrera musical. 1581/82 va veure el naixement de Ferdinando a Cambridge, que finalment va ocupar el lloc de William com a wait. Orlando, que es convertiria en el músic més famós de la família, va néixer el 1583 a Oxford, encara que el musicòleg George A. Thewlis assenyala que Edward i Ellis encara vivien a Cambridge en aquell moment.
Els papers de subvenció de Cambridge entre 1598 i 1600 van enumerar Gibbons com a primer vivint al barri High, i més tard al barri del Mercat. Gibbons tenia propietats a Cambridge i al cementiri de la catedral de Sant Pau, cosa que suggereix que va passar un temps a Londres. No va ser l'organista de la catedral de Salisbury i de la catedral de Bristol com afirmen el biògraf del segle XVII, Anthony Wood i altres biografies primerenques. Els musicòlegs moderns no accepten aquesta afirmació ja que Wood tenia declaracions contradictòries anteriorment en el seu text i no s'ha trobat cap prova de suport als registres de Salisbury ni Bristol. A més, els registres especifiquen que Richard Fuller va ser l'organista de la catedral de Salisbury de 1592 a 1598, John Farrant de 1598 a 1602 i John Holmes (m. 1629) de 1602 a 1610. Qualsevol ocupació oficial que tingués Gibbons no està registrada, i encara que probablement estava relacionada amb la música, no n'hi ha proves.
Als 28 anys es va convertir en l'únic compositor, a part del mateix editor Thomas Morley, que va contribuir amb dos madrigals a The Triumphs of Oriana, una col·lecció de 25 madrigals de 23 compositors (la majoria formant part de l'escola informal anglesa de madrigals), publica, el 1601. Se sap que es va casar amb Joan Dyer, probablement la germana de James Dyer que es va casar amb la germana de Gibbons, Elizabeth, el 1600, almenys el novembre de 1602; la parella no va tenir fills. L'abril de 1603, la mare de Gibbons va morir i el va deixar com a marmessor i legatari residual del seu testament. Poc després el mateix Gibbons escriuria el seu propi testament el 14 de maig de 1603, del qual prové gran part del que se sap sobre Gibbons. Com que el testament va ser provat només 4 dies després pel seu germà Edward, el musicòleg Edmund Fellowes va especular que el 14 de maig de 1603 també era la data de la mort de Gibbons. Probablement va ser enterrat a la parròquia de St Benet Paul's Wharf, Londres i encara que es desconeix la seva causa de mort, pot haver sucumbit a la pesta que va matar gairebé una quarta part de la població de Londres aquell any. El seu testament va cedir les seves propietats com a béns vitals a la seva dona Joan, i la resta al seu germà Eduard; va donar un llegat de 20 lliures al fill de la seva germana Elizabeth.

## Música

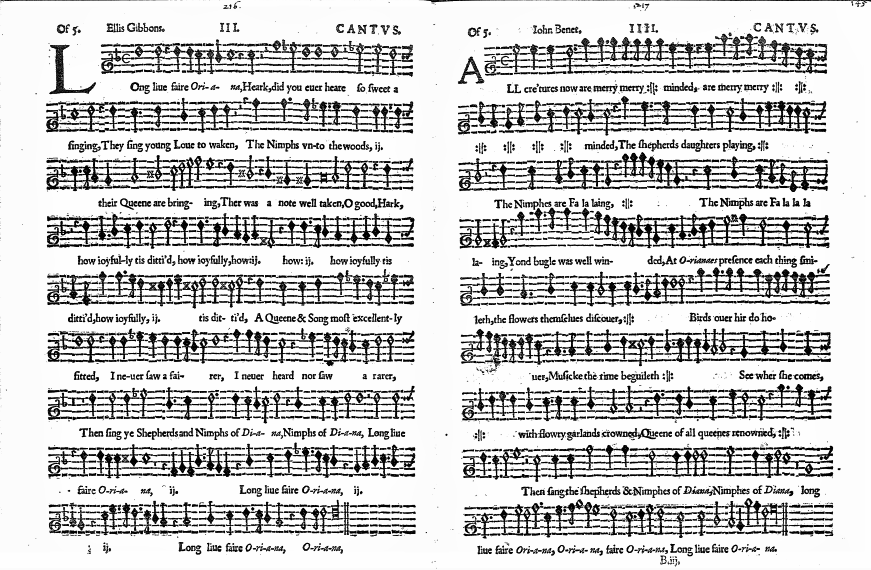
Ellis Gibbons - Long live faire Oriana (1601), part del cantus

A part de dos madrigals per a The Triumphs of Oriana, no sobreviu cap obra de Gibbons. Va ser l'únic compositor que va contribuir amb dos madrigals a The Triumphs of Oriana a part de l'editor, Morley. El musicòleg nord-americà Joseph Kerman afavoreix aquesta peculiaritat en assenyalar que els compositors anglesos destacats com William Byrd i Giles Farnaby estan exclosos, la qual cosa explica especulant que un dels madrigals pot ser del germà gran d'Ellis Gibbons, Edward. Kerman arriba fins i tot a descriure Ellis Gibbons com una "no-entitat". Basant-se en proves estilístiques, Fellowes suggereix que ambdós madrigals són d'Orlando, aleshores de 19 anys, però assenyala que no hi ha proves vàlides que donin suport a aquesta afirmació.
Les peces que Ellis Gibbons va contribuir a The Triumphs of Oriana van ser el madrigal en 5 parts Long live fair Orianae i un madrigal de sis parts titulat Round about her Charret. Aquest darrer es considera més sofisticat, segons Fellowes i el musicòleg John Harley, encara que Harley remarca que encara es demostra que és "com a molt, un compositor sense pràctica". Long live faire Oriana ha estat criticat per Fellowes i Harley per avorrit, i perquè té "l'aspecte d'haver estat escrit al teclat".

## Treballs
| Títol                                      | Veus | Gènere   | Col·lecció: No.            |
| ------------------------------------------ | ---- | -------- | -------------------------- |
| Long live fair Oriana                      | 5    | Madrigal | The Triumphs of Oriana: 3  |
| Round about her Charre                     | 6    | Madrigal | The Triumphs of Oriana: 19 |
| No sobreviu cap altra obra d'Ellis Gibbons |      |          |                            |